# Gorden-Staupitz
Gorden-Staupitz é um município da Alemanha, situado no distrito de Elbe-Elster, no estado de Brandemburgo. Tem 28,38 km² de área, e sua população em 2019 foi estimada em 924 habitantes.